# 어벤저 2
《어벤저 2》(Kickboxer 2: The Road Back)는 미국에서 제작된 앨버트 파이언 감독의 1991년 액션, 드라마 영화이다. 사샤 미첼 등이 주연으로 출연하였고 톰 카르노브스키 등이 제작에 참여하였다.

## 출연

### 주연
- 사샤 미첼
- 피터 보일
- 진국신
- 캐리 히로유키 타카와

### 조연
- 존 딜
- 미셀 퀴시

## 기타
- 협력프로듀서: 데이빗 S. 고이어
- 미술: 니콜라스 T. 프레오볼로스
- 의상: 조셉 A. 포로
- 배역: 캐시 헨더슨